# Deutschland (Schiff, 1942)
Das Fahrgastschiff Deutschland wurde 1942 auf der Werft der Gebrüder Winkler in der Landgemeinde Kalkberge an den Rüdersdorfer Gewässern als Dampfschiff gebaut.

## Geschichte
Mit dem Beginn des Zweiten Weltkrieges wurden speziell in Berlin sämtliche Motorschiffe stillgelegt, um Kraftstoff zu sparen. Ein bescheidener Ausflugsverkehr konnte anfangs noch mit Dampfern aufrechterhalten werden, aber auch diese Fahrten gingen mehr und mehr zurück und wurden schließlich eingestellt. Viele Schiffe dienten nun halbmilitärischen Zwecken. Sie wurden als Feuerlöschboote, Wohn- und Transportschiffe für Zwangsarbeiter oder Büroschiffe genutzt. Der Luftwaffenfiskus beanspruchte unter anderem die Deutschland (Baujahr 1930) der Reederei Winkler. Dieses Dampfschiff, ein Schwesterschiff der Tempo, wurde in der familieneigenen Werft in Kalkberge auf eigene Rechnung gebaut. Es war für 330 Fahrgäste zugelassen und wurde der Transportflotte Speer zugeordnet. Während des Rückzuges der Wehrmacht wurde das Schiff auf dem Dnepr gesprengt und versenkt.
Die Schiffswerft Gebr. Winkler erhielt die Genehmigung, als Ersatz für das verlorengegangene Schiff einen Schlepper zu bauen. Die Kiellegung erfolgte im Herbst 1941 und der Stapellauf war im Frühjahr 1942. Der ursprünglich geplante Antrieb durch einen Dieselmotor konnte nicht realisiert werden. Die Werft besaß aber die aus dem in der Werft der Gebr. Wiemann in Brandenburg gebauten Schlepper Oskar Wankel III ausgebaute Dreifachexpansionsdampfmaschine. Diese Dampfmaschine leistete etwa 250 PS. Als Schleppdampfer kam das Schiff nie zum Einsatz. Bei Kriegsende lag es im Berliner Westhafen, wo es als Wohnschiff genutzt wurde.
Auf Weisung der Behörden des sowjetischen Sektors von Berlin musste es in den Ostteil der Stadt überführt werden. Nach umfangreichen Umbauarbeiten in Kalkberge kam die Deutschland 1950 als Fahrgastschiff wieder in Fahrt. Eingesetzt wurde sie besonders von der Jannowitzbrücke nach Zielen an der Oberspree und der Dahme. Im Frühjahr 1953 siedelte das Unternehmen Gebr. Winkler mit der Deutschland nach Berlin (West) über. Bei den im Westen der Stadt alteingesessenen Unternehmern rief der Einsatz in den Westsektoren Widerstand hervor, sodass der Berliner Senat intervenieren musste.

## Das Schiff
Der Schiffsrumpf wurde ursprünglich in Nietbauweise erstellt. Bei den zahlreichen Umbauten wurde ein Großteil des Schiffskörpers nachgeschweißt. Auch die Aufbauten, anfangs teilweise aus Holz, wurden mehrfach verändert. Beim Umbau zum Motorschiff wurde der Dampferschornstein entfernt. Die Deutschland war von 1953 bis 1957 mit einer damaligen Länge von 37,54 Metern, einer Breite von 6,68 Metern und einem Fassungsvermögen von maximal 500 Fahrgästen das größte Fahrgastschiff im Westteil Berlins. Angetrieben wurde sie noch immer von der Dampfmaschine. Erst 1962 wurde das Schiff des sich jetzt Reederei Winkler nennenden Unternehmens auf Dieselantrieb umgestellt. Nach dem Verkauf 1997 erfolgte ein Umbau in der Werft Malz. 1997 wurde der Schornstein als Attrappe wieder auf das Schiff gebaut, um sich der früheren Schiffssilhouette anzunähern. Das Schiff wurde ab 2004 als festliegendes Restaurantschiff auf dem Tegeler See genutzt. Letzter bekannter Eigner ist die Reederei M. Bethke, Berlin.
Das Schiff lag danach seit frühestens 2009 und spätestens 2012 (Abgleich auf Google Earth) im südwestlichen Ende des Industriehafens Königs Wusterhausen. Es war schwimmfähig, aber äußerlich in schlechtem Zustand. Mitte Januar 2022 wurde das Schiff im Nordhafen von zwei Kranen aus dem Wasser gehoben und bis Mitte Februar 2022 zerlegt und verschrottet.